# グラブ (野球)

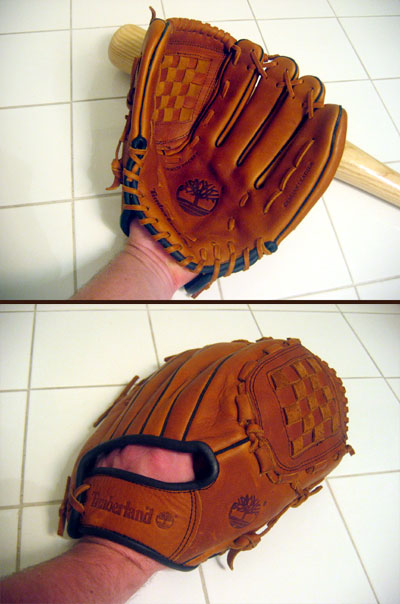
グラブ

グラブ (glove) とは、野球やソフトボールでボールを捕球するため、守備時に選手が利き腕と逆の手にはめて使う道具である。捕手と一塁手はグラブではなくミットと呼ばれる専用の物を使用するが、一塁手はグラブを使う場合もある。グローブともいう。
プロ野球選手はメーカーと契約し、好みに合わせた調整を行ったグラブを使用している。

## 素材や製法
グラブやミットは大部分が皮革から出来ていて、競技用のものは天然皮革が多い。ホームセンターなどで販売されている遊戯用グラブには、合成皮革または人工皮革製のものが多い。グラブに使われる皮革は主に牛革で、アメリカ、ヨーロッパ、オーストラリア産など脂肪の量が適度で皮が厚いことからグラブ向けの革に仕上がるという。和牛は霜降り肉になっているが、加工時に脂肪が取り除かれ、薄く堅い皮だけになることからグラブに向いていない。
牛革以外にも、裏革に鹿革が使われる場合もある。
グラブ製作はその工程のほぼ全てが手作業で行われる。熟練した職人がその目で革を選び、各パーツに切り分けて手作業で縫製される。革を縫い合わせたものを反転させることで指を入れるスペースを作る。親指部から平部の縁を通り小指部に至る部分にはフェルトが入れられる。縫い合わせたものを革紐で固定し、マークや焼印、刺繍などを入れて完成する。
硬式用と軟式用で革質は異なり、当然ながら硬式用のほうが丈夫な材質で作られる。また、準硬式野球では硬式用が使われる。

## ウェブ
野球のグラブにおいて特徴的なのが、親指と人差し指の間にあるウェブ（網）である。十字型や革紐を編んだものなど様々なデザインがある。もともとはボールを片手で捕球できるように1920年頃に考案されたもので、現在の形とほぼ同じものが現れたのは1950年代になってからのこと。それまでは両手でボールを押さえるような形で捕球していたのが片手で捕れるようになったことは、野球史における技術進歩の面で多大な影響を及ぼした。

## グラブに関する専門用語
- 型付け:自分の手になじむようにハンマーで叩いたり、揉んだりしてグラブを手入れすることを特に「型付け」という。
- スポット又はポケット:「型付け」によって形成される、もっとも捕球しやすい箇所を特に「スポット」（ポケット）という[注釈 3]。
- 土手:手首付近の硬く盛り上がった箇所を特に「土手」と呼ぶ。土手の周囲ではボールを包み込むことができないので、捕球の際土手にボールを当ててしまうとうまく捕球できず、またその際にボールの勢いが強い場合、衝撃が掌に直接伝わり痛い思いをすることになる。

## ポジションごとの違い

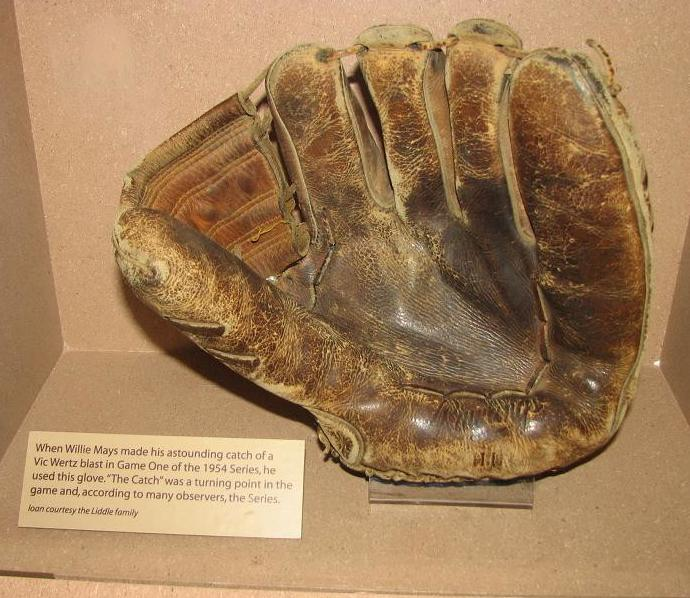
「ザ・キャッチ」として知られる1954年のワールドシリーズにおいて中堅手ウィリー・メイズが使用したグラブ。

以下に示す特徴はあくまで一般的なものであり、サイズやポケットの深さなどは個人の好みやプレイスタイルによるところが大きい。また、多数のポジションに対応した兼用グラブ（オールラウンドグラブ）も存在する。

### 投手用

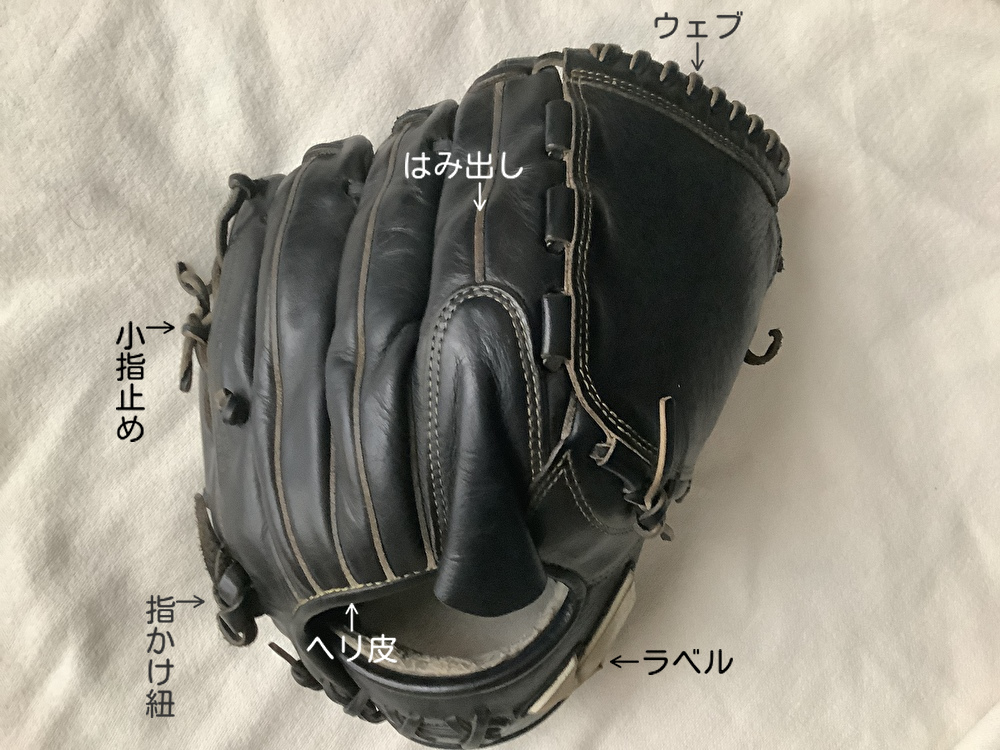
グローブのパーツの名称についての説明

投球時にボールの握りを隠し、打者に球種が読まれないようにするため、大きめでポケットが深く、隙間が無いウェブが広く用いられる。サイズは三塁手用よりやや大きいものが多い。ただ、近年はフィールディングの際の取り回しを考慮して小さめのグラブを使う選手も増えてきている。
重量については、投球時に体重移動をする際に勢いをつけるために重いものを好む選手もいれば、手への負担や違和感を軽減するために軽量のものを使う選手もいる。前者は速球派、後者はコントロール重視の投手が多い。
また、グラブをはめた際に人差し指を外に出す選手は、球種が読まれないように（逆の手につられて指が動きやすい）また打球から指を保護するために指カバーをつけることが多い。

### 捕手用
捕手は様々な球種を織り交ぜる投手の投球を正確に捕球するため、より大きい捕球面を持ち、肉厚なミットを使用する。通常は捕手専用に設計されたキャッチャーミットと呼ばれるものが用いられる。

### 一塁手用
一塁手専用に設計されたファーストミットと呼ばれるミットを使用するのが一般的だが、グラブを用いる選手も少数ながら存在する。

### 二塁手・遊撃手用
素早いゴロ処理やグラブトスなど細かいプレーが求められるので、小型でポケットが浅く、軽量のグラブが使用される。

### 三塁手用
強烈な打球が飛んでくることが多いため大きめでポケットも深いものが一般的。手への衝撃を和らげるために生地も厚手である。ウェブ以外の作りは概ね大きさ、深さともに投手用グラブに近い。

### 外野手用
飛球やライナーをしっかりと捕球できるように深いポケットを備えるものが多く、サイズはグラブの中では最も大きい。また、外野ゴロをすくい取ってから素早く送球できるように軽量化されたものが多い。

## グラブの形状に関する規則
グラブはそのサイズ・色・商標・刺繍などに関してルールで規定が決められている。日本の野球規則ではサイズに関する規制があり、完成したグラブを立てた状態で高さ30.5センチメートル、ウェブの上端横幅11.4センチメートル・下端8.9センチメートル・縦幅14.6センチメートル、人差し指から小指部の幅19.7センチメートル以内と定められている。
また投手が使用するグラブのみ、白・グレー・銀などの白系統の色を使うことが禁止されており、縫い目・締めひも・ウェブを含め、全体が一色でなければならない。2013年12月12日の「全日本野球協会アマチュア野球規則委員会」にて、アマチュアでは投手のグラブと同様に野手のグラブも「白色または灰色以外の色でなければならない」とした。すでに高校では禁止されており、大学、社会人においても2015年から正式適用されている。2014年1月に公認野球規則が改正され、これまでの投手の色規定に加え野手に関しても「守備位置に関係なく、野手はPANTONE（パントン）の色基準14番よりうすい色のグラブを使用することはできない」という条項と、その注釈として「アマチュア野球では、所属する連盟、協会の規定に従う」が追加された。この規定は試合中に審判が直ちに点検出来るよう、規則書の表紙色にも採用されている。
日本の高校野球においては特に規制が厳しく、上記のものに加え本体色は茶、オーク、タン、橙、黄（つまり茶若しくは黄色系統）、黒やそれに近い色の使用しか認められておらず、赤・青といったいわゆるカラーグラブの使用が禁止されている。また、締め紐の色も本体同系色か茶、黒だけが認められている。商標も指定された位置に縦4センチメートル・横7センチメートル以内1箇所のみ（平部の焼印は可）しか付けることができない。プロ野球などでよく見られる刺繍（個人名）や番号マークも、表面は禁止で、裏への刺繍のみが許可されている。

## グラブの扱いに関する規則
守備側選手はグラブやミットなどを本来身に付けているところから離したり、投げつけたりしてフェアボール（打球）に故意に触れさせた場合、打者と走者に3個の安全進塁権が与えられる（守備側に対して三塁打相当のペナルティ）。またボールインプレイなので、打者はアウトを覚悟で本塁に進塁してもよい。また明らかに本塁打となるであろう打球を守備側選手が投げつけたグラブでとめた場合は本塁打となる。
打球ではなく送球に故意に触れさせた場合は、打者と走者に2個の安全進塁権（二塁打相当のペナルティ）が与えられる。
なお、打球や送球に故意に触れさせなければグラブやミットを本来身に付けているところから離したり、投げつけたりしても問題はない。グラブにボールが挟まって容易には取れなくなったりした時に、グラブごとベースカバーについている野手に投げ渡した場合も通常の送球をしたのと同じ扱いになる。しかしグラブ越しでは完全捕球とならず、受け取った野手は中のボールに直接触れなければならない。
メーカーと契約した選手は試合中には契約メーカーのグラブを使用するのが原則であるが、練習では異なるグラブを使うこともある。

## 主なグラブ製造メーカー

### 日本
- ミズノ
- ゼット
- MURAMASA/村正
- ローリングス
- エスエスケイ
- ザナックス
- ナイキ
- デサント
- 久保田運動具店
- スポーツ玉澤
- ハイゴールド
- ハタケヤマ
- 美津和タイガー
- ワールドペガサス
- 三共スポーツ（シュアプレイ）
- ベルガード
- YAMATO
- BBA
- アディダス
- アシックス - 長年に渡りローリングスと提携・商標使用していたが、2013年より独自ブランドで販売開始
- YARDBIRDS - YB。アルペンがかつて使用していた野球用品ブランド）
- サクライ貿易 - 「ファルコン」や「プロマーク」といったグラブなどの野球製品を出している。
- JUNKEI-GLOVE
- ボールパークドットコム - 宮崎牛の革を使ったグラブを製造しており、ドリュー・ポメランツらと契約している。
- アントラー - 80年超の歴史あるメーカー。伝統職人とグラブコンサルタントの設計でより細かい仕様に対応したオーダーグラブを制作する。

### アメリカ
- イーストン
- ローリングス
- ナイキ
- ティンバーランド
- ルイビルスラッガー（日本では「ルイスビル・スラッガー」と名乗っている）
- ウイルソン・スポーティング・グッズ
- スポルディング
- アンダーアーマー